# Bert Meinen
Egbertus (Bert) Meinen (Hengelo, 25 december 1945) is een Nederlandse beeldhouwer en voormalig handbal-international en -trainer.

## Bekende handballer
Meinen ging op vijfjarige leeftijd naar de gymnastiekafdeling van de handbalvereniging Olympia Hengelo. Zijn vader speelde in het eerste elftal en had de club geholpen om Nederlands kampioen te worden.
Als elfjarige stond Bert zelf op het veld. In het seizoen 1963-1964 kwam hij rechtstreeks van de junioren in het eerste elftal. Bij zijn debuut in de zaal scoorde hij het eerste doelpunt in de wedstrijd tegen de Europese bekerhouder HC Dukla Praag.
In 1966 debuteerde Meiner in de Nederlandse veldhandbalploeg op het wereldkampioenschap in Oostenrijk. Hij volgde dat jaar ook een trainerscursus en ging daarop een deel van de jeugd van Olympia en de dames- en herenploeg van het Enschedese Avanti-Wilskracht trainen.
Aan zijn bekendheid als topscorer op het veld en in de zaal, dankte hij zijn eerste opdracht als kunstenaar. Hij mocht in 1967 een wandschildering maken in het nieuwe clubgebouw van cvv Sparta Enschede.

## Leven en werk
Meinen bezocht van 1963 tot 1967 de Academie voor Kunst en Industrie (AKI) in Enschede.(cum laude) Vervolgens was hij van 1969 tot 1990 docent aan de AKI. Aan de TH Twente gaf hij instructies en had hij vanaf 1971 een werkruimte.
Meinen nam deel aan vele nationale en internationale (groeps)tentoonstellingen, onder anderen in 1971 de elfde biënnale van het  Openluchtmuseum voor beeldhouwkunst Middelheim in Antwerpen en in 1989 Kunstwegen langs de Overijsselse Vecht in het grensgebied van Nederland en Duitsland.
Opdrachten in Nederland, Duitsland, Denemarken.
Tentoonstellingen en werken in Finland, Denemarken, Bulgarije, Hongarije, Italië, Spanje, Frankrijk, België, Oostenrijk, Duitsland. 
In mei 2025 werd bij de renovatie van een schoolplein in Kampen, een kunstwerk van Meinen weggegooid. Het in 1975 geplaatste kunstwerk was een grote, gekleurde, plastic bol op een stalen paal. De aannemer en basisschool "dachten dat het om een oud speeltoestel ging". Volgens Meinen was het "pure desinteresse", net als bij het eerdere verdwijnen van zijn kunstwerken, bij de sloop van een gebouw en bij vergroening van een schoolplein in Amsterdam.

## Werken (selectie)
- 1970 Objekt 16,[6][7][8] plaatselijk bekend als de ballen van Bert, Deldenerstraat in Hengelo (gerenoveerd in 1998 en 2016)
- 1970 Signaal,[9], Enschedesestraat (gerenoveerd in 1998)
- 1971/72 zonder titel,[10] Lage Weide in Hengelo (gerenoveerd in 1999 en 2016)
- 1978 zonder titel, Gevers van Endegeeststraat in Kampen (verwijderd in 2025)
- 1981 Baken, Zuiderzeellaan in Lelystad
- 1983 zonder titel (drie schuinstaande palen), Middenbaan-Noord 5 in Rotterdam-Hoogvliet
- 1983 of 1986 titelloos werk in de vorm van rietstengels in Amsterdam-Zuidoost
- 1983 Antenne, Baanhoekweg in Dordrecht
- 1985 zonder titel, Tesselschadestraat in Leeuwarden
- 1988 Rietstengels (1988), Gerenlanden in Zwolle
- 1989 zonder titel, IJsselkade in Zutphen
- 1989 Ruimtelijk kubistische tekening, Gramsbergen
- 1994 Sisyphus, Assen
- 2004 Cohesie, in Dalfsen
- 2020 Landmark, Hengelo.

## Fotogalerij

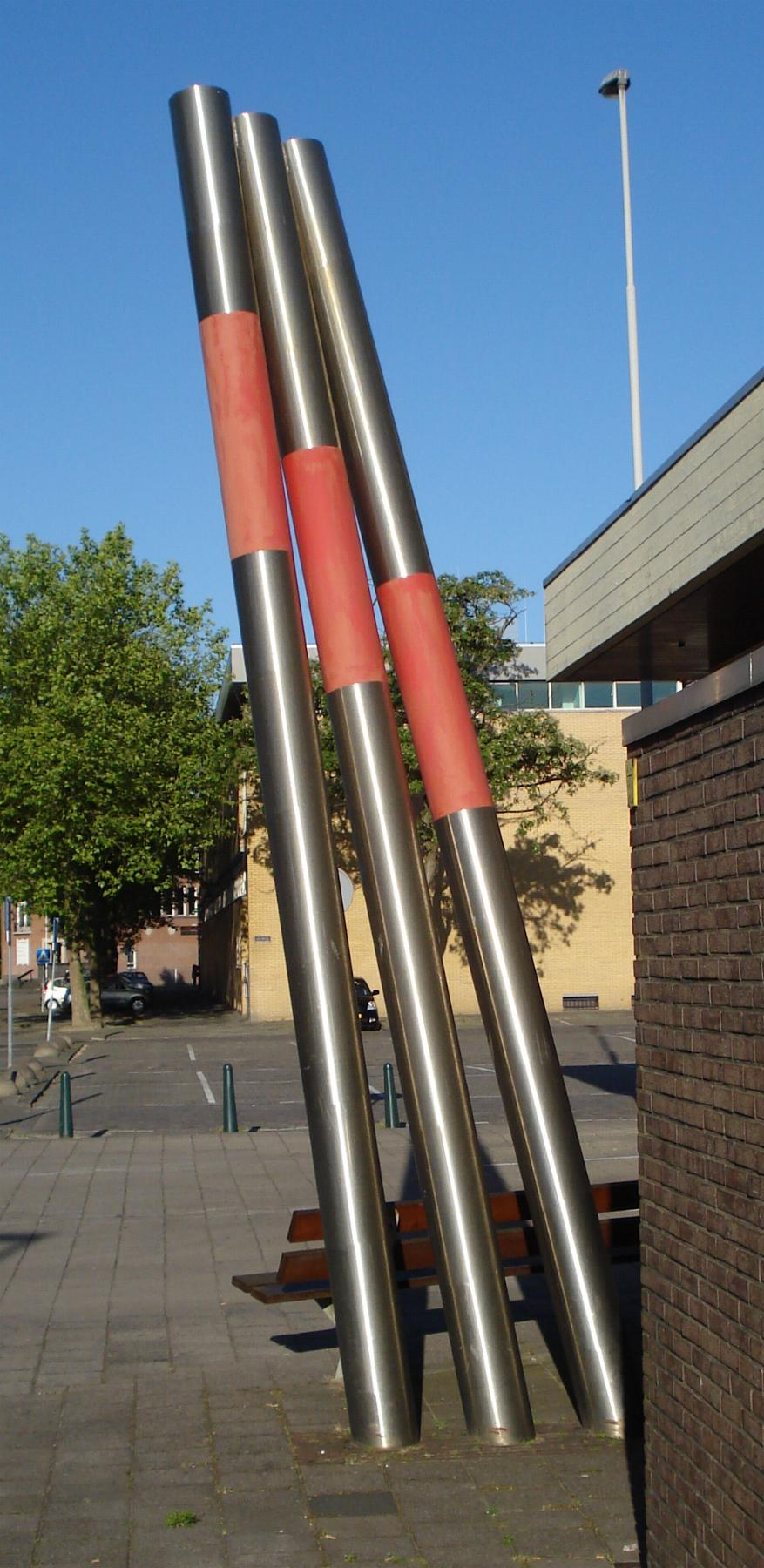
Zonder titel, Rotterdam
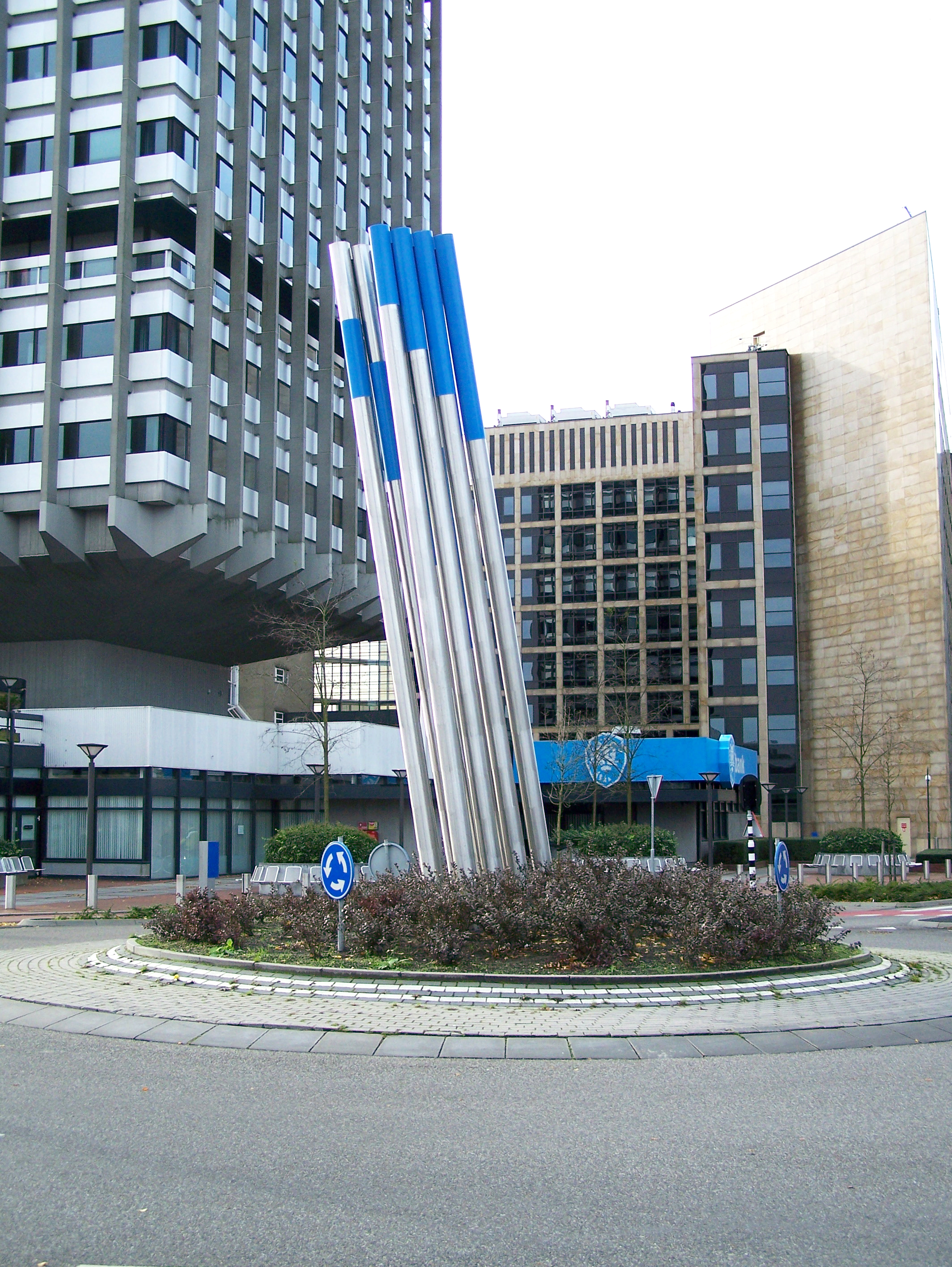
Zonder titel, Leeuwarden
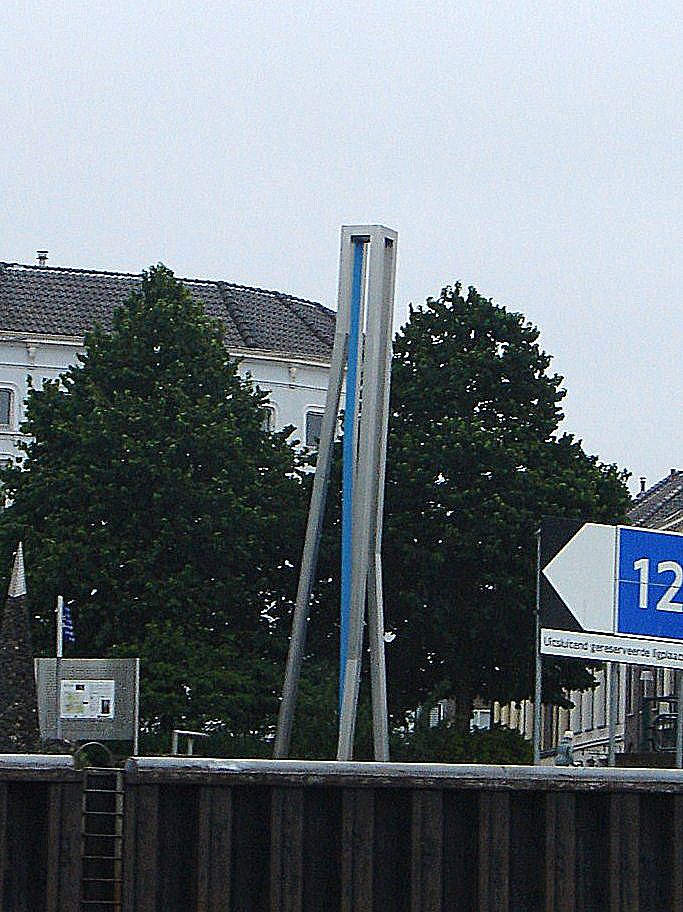
Zonder titel, Zutphen